# Chirvat-türkisi
Chirvat-türkisi ou Chanson croate (en bosnien Hrvatska pjesma) est une chanson d'amour tirée d'un manuscrit d'environ 1588/89, écrit en arebica par un certain Mehmed en Transylvanie. Il contient également un certain nombre de chansons allemandes, hongroises et latines écrites en écriture arabe. Ce manuscrit est conservé à la Bibliothèque nationale de Vienne.